# چایتن، شیلی
چایتن، شیلی (به اسپانیایی: Chaitén) یک سکونتگاه مسکونی در شیلی است که در Palena Province واقع شده‌است.

## خصوصیات
چایتن ۸٬۴۷۰٫۵ کیلومترمربع مساحت و ۳٬۳۴۷ نفر جمعیت دارد و ۱۲ متر بالاتر از سطح دریا واقع شده‌است.